# التغير المناخي في كينيا

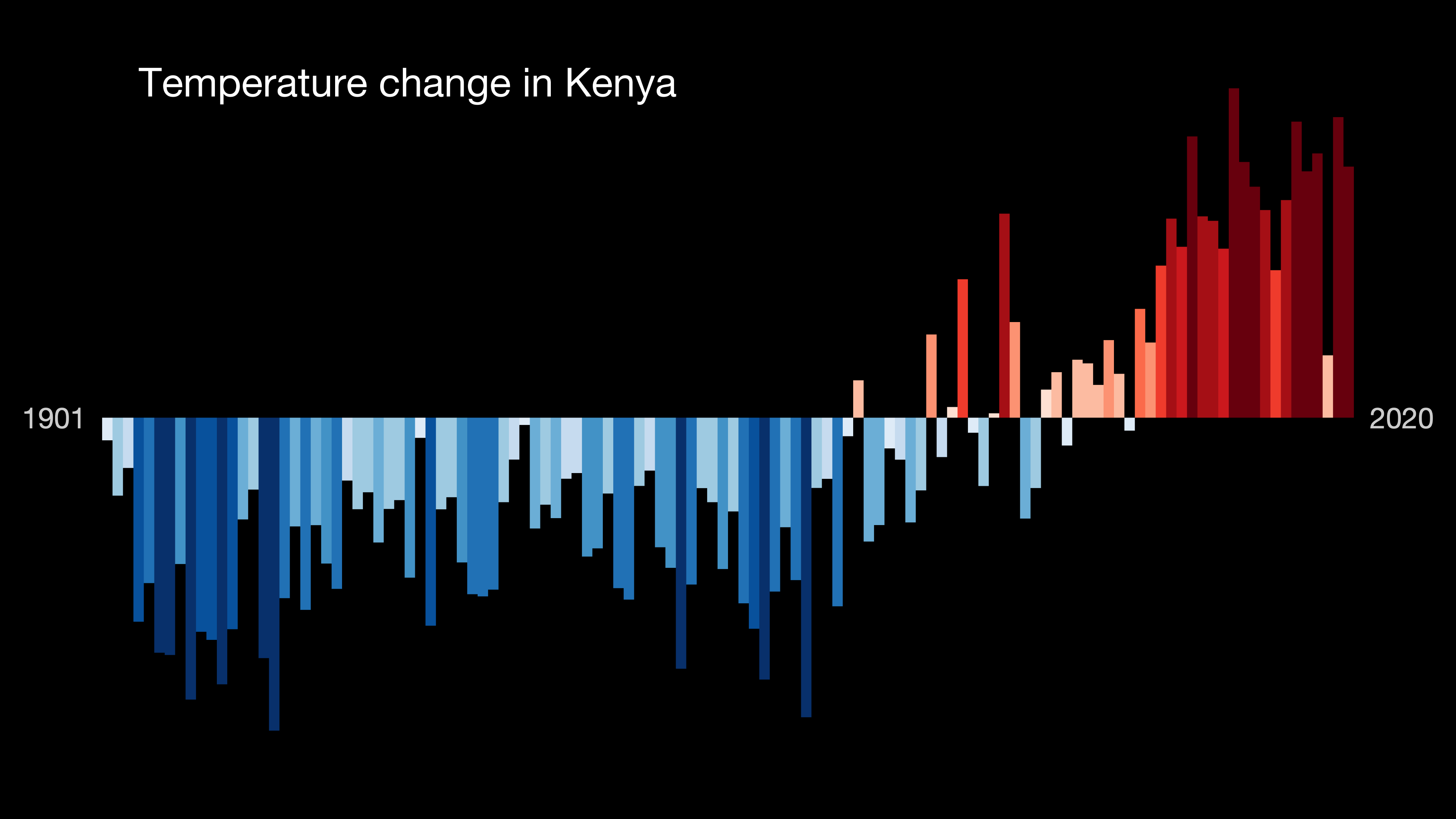
التغير في درجات الحرارة على مدار السنين في كينيا

يشكل تغير المناخ تهديدًا متناميًا للتنمية الاجتماعية الاقتصادية، والاستدامة البيئية على الصعيد العالمي. تتأثر البلدان النامية ذات القدرة المنخفضة على التكيف، والضعيفة بدرجة كبيرة إزاء هذه الظاهرة على نحو غير متناسب. يؤثر تغير المناخ في كينيا بنحو متزايد على حياة المواطنين الكينيين والبيئة. أدى تغير المناخ إلى أحداث مناخية متطرفة أكثر تواترًا مثل الجفاف الذي يستمر لفترة أطول من المعتاد، وهطول أمطار غير منتظمة ولا يمكن التنبؤ بها، وفيضانات، وزيادة درجات الحرارة.
أدت آثار هذه التغيرات المناخية إلى زيادة صعوبة التحديات القائمة بالفعل فيما يتعلق بالأمن المائي والأمن الغذائي والنمو الاقتصادي. أيضًا، تعرض التغيرات المناخية المحاصيل والإنتاج الزراعي اللذين يمثلان نحو 33% من إجمالي الناتج المحلي الإجمالي للخطر. اقترنت درجات الحرارة المتزايدة مع تفاوت هطول الأمطار في المناطق القاحلة وشبه القاحلة والرياح القوية المرتبطة بالأعاصير المدارية لتهيئة الظروف المواتية لنمو الآفات وانتقالها. من المتوقع أن تؤدي الزيادة في درجة الحرارة التي تصل إلى 2.5 درجة مئوية بحلول عام 2050 إلى زيادة تواتر الأحداث المتطرفة مثل الفيضانات والجفاف.
تجعل الظروف الحارة والجافة في الأراضي القاحلة وشبه القاحلة الجفاف أو الفيضانات الناجمة عن التغيرات المناخية الشديدة أكثر خطورة. تعاني المجتمعات الساحلية بالفعل من ارتفاع مستوى سطح البحر ومخاطر أخرى مرتبطة به مثل تسرب المياه المالحة. زادت بحيرة فيكتوريا وبحيرة توركانا وبحيرات أخرى زيادة كبيرة في حجمها بين عامي 2010 و2020. تؤثر جميع تلك العوامل على الفئات السكانية المعرضة للخطر مثل المجتمعات المحلية المهمشة والنساء والشباب.

## انبعاثات الغازات الدفيئة
تنخفض انبعاثات الغازات الدفيئة في كينيا سنويًا لتصل إلى أقل من طن واحد لكل شخص، ليبلغ المجموع أقل من 100 مليون طن من مكافئ ثاني أكسيد الكربون في السنة، منها ما يقرب من الثلث ناتج عن إزالة الغابات. في عام 2020، قدمت كينيا اتفاقية الأمم المتحدة الإطارية بشأن التغير المناخي أساسًا مرجعيًا لمستوى الإسناد بخصوص الغابات لاتفاقية الأمم المتحدة الإطارية بشأن التغير المناخي.
تنتج نصف الطاقة الكهربائية في كينيا من خلال الطاقة الكهرومائية. لكن، وبسبب عدم ثبات قدرة توليد الكهرباء وتوزيعها، تولد بعض شركات التصنيع طاقة تكميلية باستخدام مصادر الوقود الأحفوري. أدت حالات الجفاف وزيادة التبخر إلى انخفاض الطاقة الكهرمائية، مما سيزيد بدوره من استخدام مصادر الطاقة الأكثر تلويثًا.
تزيد الأنشطة البشرية من قوة تأثير الاحتباس الحراري الذي يسهم في تغير المناخ؛ المرجح الأكبر هو ثاني أكسيد الكربون الناتج عن حرق الوقود الأحفوري الفحم والنفط والغاز الطبيعي.

## الأثر على البيئة الطبيعية

### تغيرات درجات الحرارة والطقس
كانت تفاوتات درجات الحرارة إيجابية كل عام منذ عام 2000 عند قياس المتوسط النوعي للسنوات من 1981 إلى 2010 حسب بيانات الأقمار الصناعية. يظهر تحليل الاتجاهات المناخية في المناطق القاحلة وشبه القاحلة في كينيا زيادةً في درجة الحرارة وانخفاضًا في هطول الأمطار بين عامي 1977 و2014. من المتوقع أن تكون آثار تغير المناخ واضحة، خاصة في آسيا الوسطى والشرقية، حيث يعتمد الاقتصاد وسبل كسب العيش في المناطق الريفية اعتمادًا كبيرًا على الأنشطة المؤثرة على المناخ مثل الرعي والزراعة البعلية.
اقترنت درجات الحرارة المتزايدة مع تفاوت هطول الأمطار والرياح القوية المرتبطة بالأعاصير المدارية لتهيئة الظروف المواتية لنمو الحشرات الآفات. مثلًا، واجهت بعض أجزاء كينيا والبلدان المجاورة في شرق أفريقيا في أوائل عام 2020 أسرابًا هائلة من الجراد. حتى لو كان من الصعب نسب بعض اجتياحات الآفات مباشرة إلى تغير المناخ، فمن المعروف أن تغير المناخ قادر على تغيير ديناميكيات التغذية والتفشي لبعض أنواع الحشرات.

### ارتفاع مستوى سطح البحر
حاليًا، تبلغ الزيادة السنوية لمستوى سطح البحر نحو 3 ملم كل عام. تحصل تفاوتات إقليمية بسبب التقلبات الطبيعية في الرياح الإقليمية والتيارات المحيطية، والتي يمكن أن تمتد على مدى فترات تستمر من أيام إلى أشهر أو حتى عقود.
تواجه المناطق الساحلية العالمية تحديات نتيجة لارتفاع مستوى سطح البحر بشري المنشأ. يفاقم ارتفاع متوسط مستويات سطح البحر وزيادة العواصف من ارتفاع مستويات سطح البحر الشديدة. تشكل زيادة مستويات سطح البحر الشديدة تحديًا كبيرًا أمام ما يقرب من 206 مليار نسمة في منطقة المحيط الهندي للتأقلم مع تغير المناخ. من المتوقع أن يتعرض نحو 17% أو 4600 هكتار (46 كيلومتر مربع) من مومباسا للتهديد بارتفاع مستوى سطح البحر بمقدار 30 سنتيمترًا (12 بوصة).
من المرجح أن يؤدي ارتفاع مستويات سطح البحر إلى تدمير في البنى التحتية، بما فيها مرافئ رسو السفن والبنى الصناعية الواقعة داخل منطقة الساحل في حال لم تنفذ استراتيجيات التكيف، بل ويمكن أن يؤدي ذلك أيضًا إلى زيادة حادة في مشاكل الإمداد بالمياه والتملح، لأن مستودعات المياه العذبة تصبح ملوثة.

### الأثر على مصادر المياه
تتعرض إعادة ملء خزانات المياه الجوفية، وهي مصدر رئيسي لمياه الشرب في أفريقيا، للتهديد بسبب انخفاض هطول الأمطار. انخفضت مستويات هطول الأمطار بين شهري مارس ومايو ويونيو في شرق أفريقيا منذ الثمانينات على الأقل، وانخفضت الأمطار الموسمية بين عامي 1948 و2009 في منطقة القرن الأفريقي. سينخفض التدفق السنوي للمياه من الأنهار التي تمر عبر شرق أفريقيا، مثل النيل، نتيجة لتغير المناخ. من المتوقع أن تؤدي زيادة الجفاف والتصحر إلى زيادة ندرة المياه العذبة. في حين تشير المعايير الدولية إلى ضرورة توفير 1000 متر مكعب من المياه للفرد الواحد، لم يكن يتوفر في عام 2010 سوى 586 متر مكعب للفرد، وقد ينخفض هذا الرقم إلى 293 متر مكعب بحلول عام 2050. أدى تقلص الأنهار الجليدية في جبل كينيا إلى تفاقم نقص المياه. الأنهار التي كانت تتدفق على مدار السنة بسبب جريان الأنهار الجليدية تتدفق الآن موسميًا، مما يفاقم النزاعات على الموارد المائية.

### الأنظمة البيئية
قد يؤدي تغير المناخ إلى التأثير سلبًا في خدمات النظام البيئي في الزراعة إلى حد كبير، وذلك من خلال التأثير على توزع الأنواع، والعلاقات بينها وتغيير فعالية نظم الإدارة مثالًا. يبلغ اعتماد قطاع السياحة على هذه الخدمات 2.5 مليار دولار. يتوقع أن تتأثر 3 أنواع من الحيوانات البرية في كينيا بطرق شتى مع تغير المناخ، وذلك مع تأثير التغيرات في درجات الحرارة وهطول الأمطار على الأحداث الموسمية وعلى نطاقات الأنواع.
تغطي الغابات 7.4% من أراضي كينيا، وتوفر خدمات تشمل تحسين جودة المياه وكبح انجراف التربة وامتصاص غازات الاحتباس الحراري، بالإضافة إلى كونها مواطن للحياة البرية الأخرى. يفقد نحو 5000 هكتار (50 كم مربع) من الغابات سنويًا. في الفترة بين عامي 1990 و2015، انخفض الغطاء الحراجي بنسبة 25% (8241,15 كم مربع)، ما يصل إلى 330 كم مربع في السنة. يقلل ذلك من كل من خدمات النظام البيئي التي توفرها الغابات، ليشمل ذلك تناقص إنتاجية الخشب ونوعيته، والتنوع البيولوجي الذي تدعمه. قد يعوق تغير المناخ انتعاش هذه الغابات. يؤثر الانخفاض أيضًا على على القدرة على تجديد الغابات، مما يحد من نمو الأشجار وبقائها على قيد الحياة، فضلًا عن زيادة نطاق الآفات والمسببات المرضية. هناك أيضًا زيادة في مخاطر حرائق الغابات وشدتها مع ارتفاع درجات الحرارة وزيادة فترات الجفاف؛ 16 من الموائل الأخرى المتضررة هي الشعاب المرجانية وأشجار المنغروف، التي تشمل خدمات النظم البيئية فيها الحماية من موجات العواصف، وتوفير فرص للسياحة البيئية، والحفاظ على مصائد الأسماك. يتأثر كل منهما مباشرة بارتفاع درجات الحرارة وارتفاع مستويات سطح البحر.